# Olympische Winterspiele 1988/Teilnehmer (Kanada)
| Gelbes Symbol für Goldmedaillen mit stilisierten Olympischen Ringen | Graues Symbol für Silbermedaillen mit stilisierten Olympischen Ringen | Braundes Symbol für Bronzemedaillen mit stilisierten Olympischen Ringen |
| ------------------------------------------------------------------- | --------------------------------------------------------------------- | ----------------------------------------------------------------------- |
| —                                                                   | 2                                                                     | 3                                                                       |

Kanada nahm an den Olympischen Winterspielen 1988 im heimatlichen Calgary mit einer Delegation von 113 Athleten, 82 Männer und 30 Frauen, teil.

## Flaggenträger
Der Eiskunstläufer Brian Orser trug die Flagge Kanadas während der Eröffnungsfeier im McMahon Stadium.

## Teilnehmer nach Sportarten

### Biathlon
Herren:
- Jamie Kallio
20 km: 59. Platz
4 × 7,5 km: 15. Platz
- Ken Karpoff
10 km: 46. Platz
20 km: 33. Platz
4 × 7,5 km: 15. Platz
- Charles Plamondon
10 km: 55. Platz
20 km: 46. Platz
4 × 7,5 km: 15. Platz
- Glenn Rupertus
10 km: 34. Platz
20 km: 34. Platz
4 × 7,5 km: 15. Platz
- Paget Stewart
10 km: 58. Platz

### Bob
| Zweierbob: - Lloyd Guss / Greg Haydenluck (CAN I) 10. Platz - David Leuty / Kevin Tyler (CAN II) 13. Platz | Viererbob: - Howard Dell / Ken Leblanc / Chris Lori / Andrew Swim (CAN I) 15. Platz - Lloyd Guss / Greg Haydenluck / Cal Langford / Kevin Tyler (CAN II) 13. Platz |

### Eishockey
Herren: 4. Platz
| - Ken Berry - Serge Boisvert - Brian Bradley - Sean Burke - Christopher Felix - Randy Gregg - Marc Habscheid - Bob Joyce - Vaughn Karpan - Merlin Malinowski - Andy Moog | - Jim Peplinski - Serge Roy - Wally Schreiber - Gordon Sherven - Tony Stiles - Steve Tambellini - Claude Vilgrain - Tim Watters - Ken Yaremchuk - Trent Yawney - Zarley Zalapski |

### Eiskunstlauf
| Damen: - Elizabeth Manley - Charlene Wong 13. Platz | Herren: - Kurt Browning 8. Platz - Brian Orser - Neil Paterson 16. Platz | Paare: - Denise Benning / Lyndon Johnston 6. Platz - Christine Hough / Doug Ladret 8. Platz - Isabelle Brasseur / Lloyd Eisler 9. Platz | Eistanz: - Tracy Wilson / Robert McCall - Karyn Garossino / Rodney Garossino 12. Platz - Melanie Cole / Michael Farrington 16. Platz |

### Eisschnelllauf
| Damen: - Chantal Côté 1500 m: 21. Platz 3000 m: 26. Platz - Kathy Gordon 5000 m: 23. Platz - Natalie Grenier 500 m: 11. Platz 1000 m: 9. Platz 1500 m: 11. Platz 5000 m: 18. Platz - Marie-Pierre Lamarche 1000 m: 25. Platz - Ariane Loignon 500 m: 23. Platz 1000 m: 19. Platz 1500 m: 14. Platz 3000 m: 15. Platz 5000 m: 20. Platz - Caroline Maheux 1500 m: 23. Platz - Shelley Rhead 500 m: 6. Platz 1000 m: 14. Platz | Herren: - Gaétan Boucher 500 m: 14. Platz 1000 m: 5. Platz 1500 m: 9. Platz - Gordon Goplen 5000 m: 34. Platz 10.000 m: 20. Platz - Gregor Jelonek 1500 m: 23. Platz - Ben Lamarche 1500 m: 36. Platz 5000 m: 21. Platz 10.000 m: 10. Platz - Jean Pichette 1000 m: 19. Platz 1500 m: 10. Platz 5000 m: 31. Platz - Guy Thibault 500 m: 7. Platz 1000 m: 7. Platz - Marcel Tremblay 1000 m: 22. Platz - Robert Tremblay 500 m: 29. Platz - Daniel Turcotte 500 m: 17. Platz |

### Rodeln
| Damen: - Marie-Claude Doyon 7. Platz - Kathy Salmon 19. Platz | Herren: - Nil Labrecque 27. Platz - Harington Telford 19. Platz - Chris Wightman 24. Platz | Doppelsitzer: - André Benoit / Bob Gasper 10. Platz - Dan Doll / Sam Salmon 17. Platz |

### Ski Alpin
| Damen: - Kellie Casey Abfahrt: DNF - Nancy Gee Kombination: 13. Platz - Laurie Graham Abfahrt: 5. Platz Super G: 13. Platz - Josée Lacasse Riesenslalom: 11. Platz Slalom: 16. Platz - Lucie Laroche Super G: 19. Platz - Kerrin Lee-Gartner Abfahrt: 15. Platz Super G: 23. Platz Riesenslalom: 17. Platz Slalom: DSQ Kombination: 8. Platz - Michelle McKendry-Ruthven Riesenslalom: DNF Slalom: 18. Platz Kombination: 7. Platz - Karen Percy Abfahrt: Super G: Riesenslalom: DNF Slalom: DNF Kombination: 4. Platz | Herren: - Felix Belczyk Abfahrt: 18. Platz Super G: 19. Platz Kombination: DNF - Peter Bosinger Riesenslalom: DSQ - Rob Boyd Abfahrt: 16. Platz Super G: 22. Platz Kombination: DNF - Mike Carney Abfahrt: 14. Platz Kombination: DNF - Greg Grossmann Riesenslalom: DSQ Slalom: DNF - Jim Read Super G: 13. Platz Riesenslalom: DSQ Slalom: DNF - Brian Stemmle Abfahrt: DSQ - Donald Stevens Kombination: 19. Platz - Michael Tommy Slalom: DNF - Alain Villiard Super G: DNF Riesenslalom: DSQ Slalom: 14. Platz |

### Ski Nordisch

#### Langlauf
| Damen: - Carol Gibson 5 km: 33. Platz 10 km: 33. Platz 20 km: 26. Platz 4 × 5 km: 9. Platz - Marie-Andrée Masson 10 km: 37. Platz 20 km: 27. Platz 4 × 5 km: 9. Platz - Jean McAllister 5 km: 46. Platz 20 km: 31. Platz - Lorna Sasseville 5 km: 26. Platz 10 km: 30. Platz 4 × 5 km: 9. Platz - Angela Schmidt-Foster 5 km: 32. Platz 10 km: 38. Platz 20 km: 44. Platz 4 × 5 km: 9. Platz | Herren: - Yves Bilodeau 15 km: 34. Platz 30 km: 35. Platz 4 × 10 km: 9. Platz - Wayne Dustin 30 km: 46. Platz 50 km: 49. Platz - Pierre Harvey 15 km: 17. Platz 30 km: 14. Platz 50 km: 21. Platz 4 × 10 km: 9. Platz - Dennis Lawrence 15 km: 47. Platz 50 km: 43. Platz 4 × 10 km: 9. Platz - Alain Masson 50 km: 46. Platz - Al Pilcher 15 km: 46. Platz 30 km: 39. Platz 4 × 10 km: 9. Platz |

#### Nordische Kombination
Herren:
- Jon Servold
Einzel: 38. Platz

#### Skispringen
Herren:
- Horst Bulau
Normalschanze: 44. Platz
Großschanze: 7. Platz
Team: 9. Platz
- Steve Collins
Normalschanze: 13. Platz
Großschanze: 35. Platz
Team: 9. Platz
- Todd Gillman
Normalschanze: 42. Platz
Großschanze: 54. Platz
Team: 9. Platz
- Ron Richards
Normalschanze: 32. Platz
Großschanze: 53. Platz
Team: 9. Platz